# Maladie des queues blanches
La maladie des queues blanches (en anglais Whitish muscle disease of Macrobrachium rosenbergii, ou whitish disease) est une maladie de la crevette géante d'eau douce Macrobrachium rosenbergii due à un nodavirus qui n’a pas encore été classé officiellement. Elle génère des pertes économiques considérables dans les élevages de l'arc Caraïbe et en Asie.

## Extension et importance

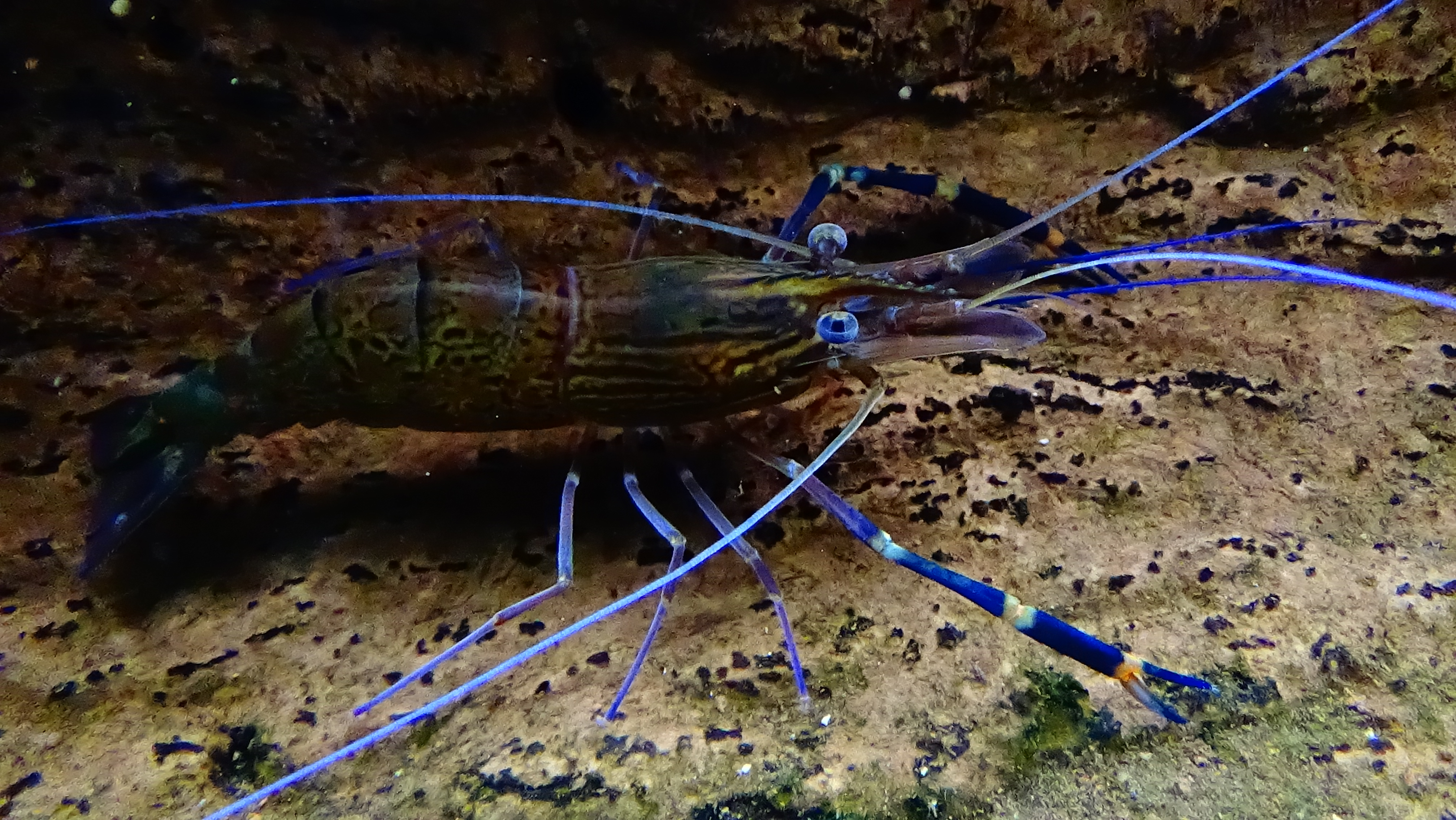
Macrobrachium rosenbergii, la crevette géante d'eau douce.

La maladie des queues blanches est une épizootie des élevages de crevettes causée par le nodavirus de Macrobrachium rosenbergii (MrNV). Elle a été décrite pour la première fois en Guadeloupe, puis en Chine et à Taiwan. 
La maladie concerne les Antilles, la République dominicaine et les Caraïbes, ainsi que l'Asie (Chine, Taiwan, Inde) et elle s'exprime partout de la même manière. Elle génère des pertes économiques énormes dans les élevages commerciaux de crevettes géantes. Elle touche également Penaeus (Penaeus) monodon, Penaeus (Fenneropenaeus) indicus et Penaeus (Litopenaeus) vannamei.

## Agent causal
MrNV a été identifié comme agent causal de la maladie et un autre virus, le XSV (pour extra small virus) pourrait également être impliqué. Tous deux sont des virus à RNA systématiquement retrouvés sur les crevettes malades. Le second pourrait être un virus satellite, le premier agissant comme un capacitant. Le virus MrNV, qui se plait dans les eaux fraîches aussi bien que saumâtres, s'attaque aux stades larvaire et post-larvaire ainsi qu'aux juvéniles. Les adultes semblent ne pas être concernés, mais peuvent servir de porteurs sains.

## Expression de la maladie
La transmission du virus peut-être horizontale ou verticale. Les reproducteurs infectés se comportent en porteurs sains et génèrent des individus post-larvaires infectés.
La maladie se déclare au stade post-larvaire dans les 3 à 5 jours qui suivent le dessalement. La mortalité peut alors atteindre 30 à 100%. L'examen bactériologique montre la présence de Staphylococcus spp., mais l'administration de ces micro-organismes à des populations de crevettes saines ne prermet pas de reproduire la maladie.
Les populations atteintes sont léthargiques et anorexiques. Les muscles abdominaux sont opaques et les queues blanchâtres. L'affection s'étend vers l'avant et l'arrière, avec parfois dégénérescence du telson et des uropodes.
La taille du céphalothorax augmente jusqu'à doubler (en anglais branchiostegite blister disease ou  swollen head syndrome). A l'ouverture, le céphalothorax fait parfois apparaître deux structures sacculaires gonflées de liquide entourant l'hépatopancréas. L'examen hisitologique met en évidence une musculature nécrosée.

## Prévention
Le contrôle de la maladie passe par le dépistage (observation de sujets post-larvaires à l'abdomen laiteux, mortalité, histologie compatible avec le diagnostic). Le diagnostic de certitude s'obtient par la PCR et la méthode ELISA.
Il n'y a pas de traitement contre la maladie et la prévention est la seule manière de tenir la maladie à l'écart des élevages de crevettes. Les reproducteurs  et les individus en phase post-larvaire doivent être soumis à des dépistages réguliers. Les populations infectées doivent être éliminées dans le respect des règlementations sanitaires. Les méthodes et conditions d'élevage doivent être améliorées. Une quarantaine stricte doit accompagner tout déplacement de population, de manière à éviter la dissémination de la maladie.